# Reidar Martiniuson
Johan Reidar Martiniuson (ur. 4 lipca 1893 w Nøtterøy, zm. 4 czerwca 1968 w Nowym Jorku) – norweski żeglarz, olimpijczyk, zdobywca złotego medalu w regatach na Letnich Igrzyskach Olimpijskich w 1920 roku w Antwerpii.
Na Letnich Igrzyskach Olimpijskich 1920 zdobył złoto w żeglarskiej klasie 8 metrów (formuła 1919). Załogę jachtu Sildra tworzyli również Thorleif Kristoffersen, Ragnar Vik i Magnus Konow.